# Іловец (комуна)
Іловец (рум. Ilovăț) — комуна у повіті Мехедінць в Румунії. До складу комуни входять такі села (дані про населення за 2002 рік):
- Іловец (700 осіб)
- Буденешть (183 особи)
- Дилбочица (331 особа)
- Краку-Лунг (82 особи)
- Ракова (215 осіб)
- Фірізу (69 осіб)

Комуна розташована на відстані 267 км на захід від Бухареста, 21 км на північний схід від Дробета-Турну-Северина, 99 км на північний захід від Крайови.

## Населення
За даними перепису населення 2002 року у комуні проживали 1580 осіб, усі — румуни. Усі жителі комуни рідною мовою назвали румунську.
Склад населення комуни за віросповіданням:
| Релігія     | Кількість осіб | Відсоток |
| ----------- | -------------- | -------- |
| православні | 1574           | 99,6%    |
| баптисти    | 3              | 0,2%     |
| адвентисти  | 3              | 0,2%     |